# Mojácar
Mojácar este o municipalitate și un oraș din provincia Almería, Andaluzia, Spania, cu o populație de 5.279 locuitori.